# Abdulrahman al-Aboud
Abdulrahman bin Ali bin Hassan al-Aboud (arabisch عبد الرحمن العبود, DMG ʿAbd ar-Raḥmān al-ʿAbbūd; * 1. Juni 1995) ist ein saudi-arabischer Fußballspieler. Er ist im Sturm beheimatet und spielt dort bei seinem aktuellen Klub zumeist auf Rechtsaußen.

## Karriere

### Verein
Zur Saison 2016/17 wurde er von der U23 von al-Ettifaq an den al-Orobah FC ausgeliehen. Dort ist aber nichts darüber bekannt, dass er hier Einsatzzeit bekommen hätte. Im Januar 2017 endete die Leihe dann auch schon und er stand von nun an im Kader der ersten Mannschaft von al-Ettifaq. Hier bekam er dann auch am 21. Spieltag der laufenden Spielzeit seinen ersten Einsatz in der Saudi Professional League. Bei einer 0:1-Niederlage gegen al-Taaawoun, wurde er zur zweiten Halbzeit für den verletzten Saleh al-Amri eingewechselt. Im Verlauf der weiteren Saison kam er danach noch exakt ein weiteres Mal zum Einsatz. In den nachfolgenden Spielzeiten wurde er quasi immer eingesetzt, es sei denn er war gerade Mal wieder gesperrt.
Seit der Spielzeit 2019/20 steht er nun im Kader von al-Ittihad. Wo er nach ein paar kürzeren Einsätzen am Anfang nun auf sogar mehr Einsätze pro Spielzeit als noch in seiner Zeit bei al-Ettifaq kommt. So kam er bei Ittihad am 12. August 2019 auch zu seinem ersten und bislang auch einzigen Einsatz in der AFC Champions League. Am Ende der Saison 2022/23 feierte er mit dem Verein die saudi-arabische Meisterschaft.

### Nationalmannschaft
Bei der saudi-arabischen A-Nationalmannschaft wurde er erstmals am 10. September 2018 bei einem 2:2-Freundschaftsspiel gegen Bolivien zuhause im Prince Faisal bin Fahd Stadium eingesetzt, hier wurde er zur 78. Minute für Salem al-Dawsari eingewechselt. Danach kam er erst in der Qualifikation für die Weltmeisterschaft 2022 am 12. Oktober bei einem 3:2-Sieg über die Mannschaft aus der Volksrepublik China zu seinem zweiten Einsatz. Auch bis zu seinem dritten Einsatz dauerte es wieder ein ganzes Jahr. Diesmal wurde er in einem Testspiel im Vorfeld der Weltmeisterschaft 2022 gegen Nordmazedonien eingesetzt; das Spiel endete mit einem 1:0-Sieg.
Anschließend wurde er dann auch noch im November 2022 für den Kader des Teams bei der Endrunde der Weltmeisterschaft 2022 nominiert.

## Erfolge
Ittihad FC
- Saudi-arabischer Meister: 2022/23